# ۱۹۵۸

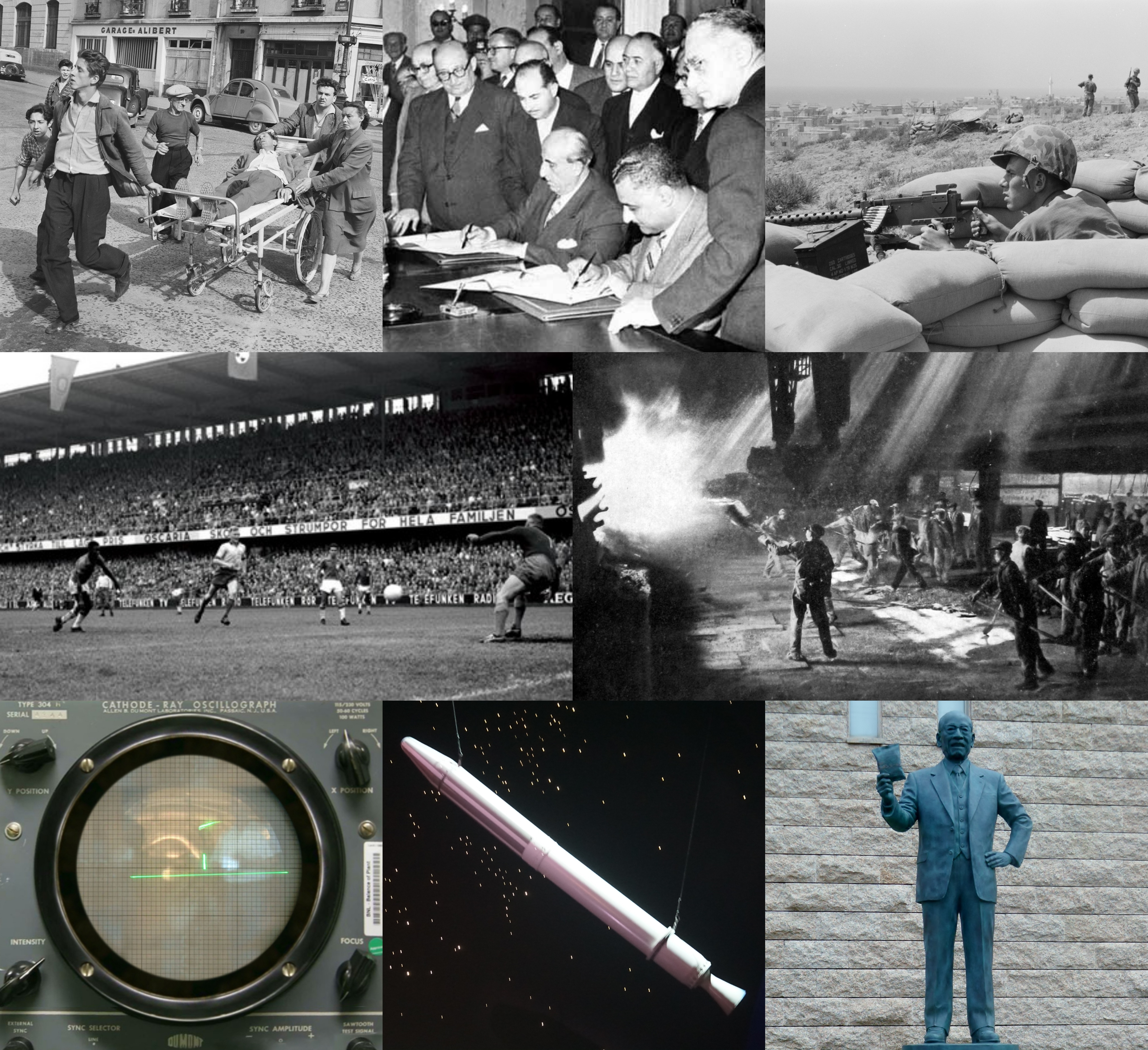

سال ۱۹۵۸ (هزار و نهصد و پنجاه و هشت) میلادی، نهمین سال از دهه ۱۹۵۰ در  سده ۲۰ میلادی بود.

## نام‌گذاری‌ها
گاه‌شماری میلادی یا تقویم میلادی یک گاهشماری با ریشهٔ مسیحی است که هم‌اکنون در بیشتر از ۹۵درصد کشورهای جهان استفاده می‌شود و یک تقویم بین‌المللی است. این گاه‌شماری برگرفته از گاه‌شماری ژولینی با مبدأ میلاد عیسی است و نخست از سوی آلویسیوس لیلیوس که پزشکی از اهالی کالابریا بود، پیشنهاد شد. تعدیل کبیسه‌گیری این گاه‌شماری در ۲۴ فوریهٔ ۱۵۸۲ از سوی پاپ گریگوری سیزدهم پذیرفته شد و از آن پس به گاه‌شماری گریگوری (گِرِگوری) مشهور شد ولی در ایران و کشورهای عربی به آن تقویم میلادی می‌گویند.

## رویدادها
- ۶ دسامبر – کاوشگر قمری پایونیر ۳ به فاصله ۱۰۷٫۲۶۹ کیلومتری از زمین می‌رسد و بازمی‌گردد.

## زادروزها
- ۱۰ مارس - شارون استون هنرپیشه زن آمریکایی.
- ۲۹ آپریل - میشل فایفر هنرپیشه زن آمریکایی.
- 7 ژوئن - پرینس (خواننده) : خواننده ، ترانه سرا و بازیگر آمریکایی.
- ۱۶ اوت - مدونا (خواننده) خواننده آمریکایی.
- ۲۹ اوت - مایکل جکسون خواننده، موسیقیدان و فعال حقوق بشر و رقصنده آمریکایی.
- ۳۰ اوت - آنا پولیتکوفسکایا روزنامه نگار روسی.
- - مارگوت بیکل، شاعر آلمانی.
- ۹ ژانویه – محمد علی اغا، کشیش اهل ترکیه
- ۱۱ ژانویه – ویکی پیترسون، خواننده آمریکایی
- ۱۳ ژانویه – ریکاردو اکونا، بازیکن تنیس شیلیایی
- ۱۵ ژانویه – بوریس تادیچ، سیاست‌مدار اهل صربستان
- ۲۱ ژانویه – حسین سعید، بازیکن فوتبال عراقی
- ۲۶ فوریه – سوزان هلمز، افسر، مهندس، و فضانورد آمریکایی
- ۳ مارس – میراندا ریچاردسون، بازیگر بریتانیایی
- ۴ مارس – پاتریشیا هیتون، بازیگر آمریکایی
- ۵ مارس – اندی گیب، خواننده بریتانیایی (د. ۱۹۸۸)
- ۲۰ مارس – هالی هانتر، تهیه‌کننده، صداپیشه، و بازیگر آمریکایی
- ۲۱ مارس – گری الدمن، تهیه‌کننده، صداپیشه، کارگردان، بازیگر، و فیلمنامه‌نویس بریتانیایی
- ۲۵ مارس – جیمز دانیل، بازیگر آمریکایی
- ۳۰ مارس – ماوریس لامارش، صداپیشه و بازیگر کانادایی
- ۳ آوریل – الک بالدوین، بازیگر آمریکایی
- ۲۵ آوریل – فیش (خواننده)، خواننده-ترانه‌سرا، بازیگر، خواننده، و نویسنده اسکاتلندی
- ۴ مه – کیت هرینگ، نقاش و مجسمه‌ساز آمریکایی (د. ۱۹۹۰)
- ۱۰ مه – ریک سنتوروم، سیاست‌مدار و وکیل آمریکایی
- ۱۱ مه – کریستین براندو، بازیگر آمریکایی (د. ۲۰۰۸)
- ۲۴ مه – پیتر گیلمور، نویسنده و آهنگساز آمریکایی
- ۲۶ مه – مارگارت کالین، بازیگر آمریکایی
- ۳۰ مه – ماری فردریکسون، خواننده سوئدی
- ۲۲ ژوئن – بروس کمپبل، بازیگر آمریکایی
- ۲۸ ژوئیه – تری فاکس، ورزشکار کانادایی (د. ۱۹۸۱)
- ۳۰ ژوئیه – کیت بوش، یک خواننده انگلیسی
- ۱۷ اوت – بلیندا کارلایل، خواننده آمریکایی
- ۲۲ اوت – کلم فیور، بازیگر آمریکایی
- ۲۴ اوت – استیو گوتنبرگ، بازیگر آمریکایی
- ۲۴ سپتامبر – کوین سوربو، بازیگر آمریکایی
- ۲۷ سپتامبر – ایروین ولش، نویسنده و فیلمنامه‌نویس اسکاتلندی
- ۳۰ سپتامبر – مارتی استارت، خواننده-ترانه‌سرا، موسیقی‌دان، و خواننده آمریکایی
- ۱۳ اکتبر – دوین ایوانز، ورزشکار دو و میدانی اهل ایالات متحده آمریکا
- ۱۶ اکتبر – تیم رابینز، بازیگر، فیلمنامه‌نویس، موسیقی‌دان، تهیه‌کننده، و کارگردان آمریکایی
- ۱۷ اکتبر – الن جکسون، خواننده-ترانه‌سرا، خواننده، و ترانه‌سرا آمریکایی
- ۲۷ اکتبر – سایمون لبون، خواننده انگلیسی
- ۱۷ نوامبر – مری الیزابت ماسترانتونیو، بازیگر آمریکایی
- ۲۹ دسامبر – لخزر بلومی، بازیکن فوتبال اهل الجزیره

## درگذشت‌ها
- ۱۶ ژوئن - ایمره ناگی نخست وزیر مجارستان
- ژوئیه - امینه پاکروان تاریخ‌دان ایرانی، نویسنده و استاد دانشگاه.
- ۲۲ اوت - روژه مارتن دوگار نویسنده فرانسوی
- ۱۴ سپتامبر - فردریک ژولیو کوری فیزیکدان و شیمی‌دان فرانسوی و همسر ایرن ژولیو کوری
- ۱۱ نوامبر - آندره بازن منتقد فرانسوی
- ۱۱ ژانویه – ادنا پرویانس، بازیگر آمریکایی (ز. ۱۸۹۵)
- ۱۳ ژانویه – جس ل. لسکی، تهیه‌کننده آمریکایی (ز. ۱۸۸۰)
- ۱ فوریه – کلینتون دیویسون، فیزیک‌دان آمریکایی (ز. ۱۸۸۸)
- ۱۷ فوریه – مارگریت اسنو، بازیگر آمریکایی (ز. ۱۸۸۹)
- ۲۱ فوریه – دانکن ادواردز، بازیکن فوتبال انگلیسی (ز. ۱۹۳۶)
- ۲۷ فوریه – هری کوهن، تهیه‌کننده آمریکایی (ز. ۱۸۹۱)
- ۱۵ آوریل – استل تیلور، بازیگر آمریکایی (ز. ۱۸۹۴)
- ۱۹ آوریل – بیلی مردیث، بازیکن فوتبال بریتانیایی (ز. ۱۸۷۴)
- ۱۹ مه – رونالد کولمن، بازیگر بریتانیایی (ز. ۱۸۹۱)
- ۲۹ مه – خوآن رامون خیمنس، شاعر اسپانیایی و برنده جایزه نوبل ادبیات  در سال ۱۹۵۶ (ز. ۱۸۸۱)
- ۹ ژوئن – رابرت دونات، بازیگر بریتانیایی (ز. ۱۹۰۵)
- ۲۰ ژوئن – کورت آلدر، شیمی‌دان آلمانی (ز. ۱۹۰۲)
- ۲۰ ژوئیه – فرانکلین پاننگبورن، بازیگر آمریکایی (ز. ۱۸۸۹)
- ۲۶ ژوئیه – ایوان کارل کینچلو، جونیور، افسر آمریکایی (ز. ۱۹۲۸)
- ۸ اوت – باربارا بنت، بازیگر آمریکایی (ز. ۱۹۰۶)
- ۱۷ اوت – ارتور فاکس، شمشیرباز اهل ایالات متحده آمریکا (ز. ۱۸۷۸)
- ۲۷ اوت – ارنست لارنس، فیزیک‌دان آمریکایی (ز. ۱۹۰۱)
- ۱۶ سپتامبر – آلما بنت، بازیگر آمریکایی (ز. ۱۹۰۴)
- ۹ اکتبر – پیوس دوازدهم، کشیش کاتولیک و دیپلمات ایتالیایی (ز. ۱۸۷۶)
- ۱۴ اکتبر – داگلاس ماوسون، زمین‌شناس و کاشف بریتانیایی (ز. ۱۸۸۲)
- ۲۴ اکتبر – جرج ادوارد مور، فیلسوف بریتانیایی (ز. ۱۸۷۳)
- ۲۹ اکتبر – زویی آکینس، فیلمنامه‌نویس و شاعر آمریکایی (ز. ۱۸۸۶)
- ۲۹ دسامبر – دوریس هامفری، طراح رقص و رقاص آمریکایی (ز. ۱۸۹۵)